# 슈퍼셀 (기업)
《슈퍼셀》(핀란드어: Supercell)은 2010년 핀란드 헬싱키에 설립된 모바일 게임 개발 회사로, 최고 경영자는 이카 파이나넨이다.

## 출시된 게임
- 클래시 오브 클랜 (iOS: 2012년 8월/안드로이드: 2013년 10월)
- 헤이 데이 (iOS: 2012년 1월/안드로이드: 2013년 11월)
- 붐비치 (2014년 3월)
- 클래시 로얄 (2016년 3월)
- 브롤스타즈 (2018년 12월)
- 스쿼드 버스터즈 (2024년 5월)
- Mo.co (2025년 3월)

## 종료된 게임
- 건샤인.넷 (2011년~2012년)
- 펫 VS 오르크 (2012년)
- 배틀 버디즈 (2012년)
- 스푸키 팝 (2014년)
- 스매시랜드 (2015년)
- 러시워즈 (2019년)
- 클래시 미니 (2021년)
- 에버데일 (2022년)
- 클래스 (2024년)